# Альбаредо-пер-Сан-Марко
Альбаредо-пер-Сан-Марко (італ. Albaredo per San Marco, п'єм. Albaredo per San Marco) — муніципалітет в Італії, у регіоні Ломбардія, провінція Сондріо.
Альбаредо-пер-Сан-Марко розташоване на відстані близько 530 км на північний захід від Рима, 80 км на північний схід від Мілана, 24 км на захід від Сондріо.
Населення — 327 осіб (2014).
Щорічний фестиваль відбувається 16 серпня. Покровитель — святий Рох.

## Демографія
Населення за роками:

Станом на 1 січня 2023 року в муніципалітеті офіційно проживали 2 іноземці з 2 країн, серед них 1 громадянин України.

## Сусідні муніципалітети
- Аверара
- Бема
- Меццольдо
- Морбеньйо
- Таламона
- Тартано